# Superstar SMTown
Superstar SMTown est un jeu de rythme sud-coréen développé par Dalcomsoft Inc. qui est sorti sur le Google Play en août 2014. Le jeu est composé de chansons des artistes de SM Entertainment, tels que BoA, TVXQ, Super Junior et Girls' Generation. "SMTown" est le nom parapluie pour les artistes de SM Entertainment. Le jeu est disponible sur le marché sud-coréen, thaïlandais, singapourien, malaisien, hongkongais et philippin. Les langues disponibles sont l'anglais et le coréen,. La version 4.1 d'Android est nécessaire pour installer ce jeu.
Superstar SMTown est un jeu musical basé sur le score et la correspondance de notes. Le but est de compléter la première partie d'une chanson et de débloquer la suivante dans les trois niveaux proposés: facile, moyen et difficile. Depuis le 14 septembre 2016, le jeu comporte plus de 270 chansons des 29 groupes, unités et artistes solo de SM Entertainment.
En juillet 2016, Pulse News a reporté que le jeu a été téléchargé plus de 8 millions de fois et a levé plus de 10 milliards de wons (₩) (8,8 millions de $) de revenus depuis sa sortie.

## Contexte et histoire
SM Entertainment, l'une des plus grosses agences de divertissement en Corée du Sud, a sorti le jeu en août 2014 et a déclaré qu'ils souhaitaient que les fans de K-pop puissent à la fois apprécier le jeu et leurs célébrités préférées. Il est d'abord sorti sur le Google Play, mais a été rendu disponible sur iOS le mois suivant.
Le 4 mars 2015, Daum Kakao a annoncé qu'ils allieraient avec Chukong pour publier le jeu en Chine.
Des mois après le départ de Jessica Jung des Girls' Generation et de Luhan des EXO, SM Entertainment a annoncé que les "Star Cards" des artistes seraient retirées du jeu et a donné aux joueurs l'option d'échanger leurs cartes contre celle d'un autre artiste. Le 8 avril 2015, les cartes des deux artistes sont retirées.

## Système de jeu
Comme la plupart des jeux de rythme, les joueurs tapent sur des barres colorées quand les notes arrivent au moment où il faut taper, c'est-à-dire au bas de l'écran; les taper au bon moment permet de gagner des rhythm points (points de rythme), et les combos permettent d'en gagner davantage. Après chaque chanson, les scores sont enregistrés et le joueur peut comparer son résultat avec celui des autres joueurs en ligne. Avec suffisamment de points, le joueur peut grimper dans le classement des joueurs.
Les chansons de différents artistes de SM Entertainment figurent dans le jeu. Après avoir complété une chanson, une nouvelle est débloquée. Le but est de débloquer toutes les chansons dans les trois niveaux de difficulté, allant de facile, moyen à difficile. Après avoir fini les trois niveaux, le mode "Challenge" est débloqué. Les "Star Cards" (cartes à l'effigie des artistes de SM Entertainment) est également une caractéristique du jeu. Des nouvelles cartes sont obtenues après avoir complété une chanson, bien que le joueur puisse aussi en acheter en paquets via le magasin du jeu. Quand les cartes sont équipées, elles permettent au joueur de gagner plus de points, et encore plus si le joueur collecte toutes les cartes qui correspondent au thème du groupe ou de l'artiste. Ces cartes peuvent également être utilisées pour améliorer une autre carte, ce qui permet de gagner un bonus supplémentaire. À compter du 14 septembre 2016, il y a plus de 250 "Star Cards" à collecter dans le jeu.
Le jeu est monétisé via les achats dans l'application. Les "Headphones", qui sont utilisés à chaque fois qu'une chanson est jouée, peuvent être gagnés après avoir complété une chanson; mais le joueur peut être à court de ces headphones, ce qui fait que le joueur ne peut plus jouer et doit attendre cinq minutes pour en obtenir un nouveau, mais ils peuvent être achetés dans le magasin du jeu. Les headphones sont gagnés toutes les cinq minutes, mais seulement cinq peuvent être stockés de cette manière. Une fois dépensés, le compteur reprend. Les "Diamond Cash" sont la monnaie utilisée dans le jeu, elle peut servir à acheter les headphones, les Star Cards et des rhythm points. En revanche, les rhythm points peuvent servir à acheter des Star Cards.
Il existe une autre façon de gagner des Star Cards ou encore des Diamond Cash. Depuis 2015, un calendrier a été mis en place, donc tous les jours de connexions il y a un cadeau. Parfois lorsque c'est l'anniversaire d'un des artistes de la SM Town, un cadeau spécial est offert.

## Bande-son
Superstar SMTown a plus de 310 chansons des 34 artistes/groupes (féminins et masculins), sous-groupes et artistes solo de SM Entertainment, à savoir: BoA, TVXQ!, Super Junior, Kyuhyun, Super Junior-D&E, M&D, Ryeowook, Yesung, Super Junior-M, Henry, Zhou Mi, Girls' Generation, Girls' Generation-TTS, Taeyeon, Tiffany, Seohyun, SHINee, Taemin, Jonghyun, f(x), Amber, Luna, EXO-K, EXO-M, EXO-CBX, Lay, Red Velvet, NCT U, NCT 127 et NCT DREAM. Les chansons de l'unité de SM unit, SM the Ballad et SMTown sont également incluses. Ci-dessous se trouve un tableau listant les chansons disponibles dans le jeu:
| Artiste               | Titre de la chanson                                   | Durée |
| --------------------- | ----------------------------------------------------- | ----- |
| Kangta                | "단골식당 (Diner)"                                    | 2:29  |
| BoA                   | "Only One"                                            | 1:47  |
| TVXQ!                 | "수리수리 (Spellbound)"                               | 1:43  |
| EXO-K                 | "December, 2014 (The Winter's Tale)"                  | 1:34  |
| EXO-M                 | "December, 2014 (The Winter's Tale)"                  | 1:34  |
| Jonghyun              | "NEON"                                                | 1:33  |
| Kyuhyun               | "Eternal Sunshine"                                    | 1:42  |
| Taemin                | "괴도 (Danger)"                                       | 1:14  |
| Yesung                | "문 열어봐 (Here I am)"                               | 2:17  |
| BoA                   | "그런 너 (Disturbance)"                               | 1:30  |
| EXO-K                 | "Heaven"                                              | 1:36  |
| EXO-M                 | "Heaven (Chinese Ver.)"                               | 1:36  |
| NCT U - WITHOUT YOU   | "WITHOUT YOU (chanté par 재현, 도영, 태일)"           | 1:25  |
| Kyuhyun               | "블라블라 (Blah Blah)"                                | 2:35  |
| SHINee                | "Love Sick"                                           | 1:20  |
| Red Velvet            | "Would U"                                             | 1:35  |
| TVXQ!                 | "Dominus"                                             | 1:31  |
| Taeyeon               | "I (ft. Verbal Jint)"                                 | 1:19  |
| Super Junior          | "SPY"                                                 | 1:18  |
| Amber                 | "NEED TO FEEL NEEDED"                                 | 1:29  |
| EXO-K                 | "Lucky One"                                           | 1:26  |
| EXO-M                 | "Lucky One"                                           | 1:26  |
| Red Velvet            | "Automatic"                                           | 1:44  |
| BoA                   | "Kiss My Lips"                                        | 1:41  |
| Tiffany               | "What do I do"                                        | 1:16  |
| Yesung                | "봄날늬 소나기 (Paper Umbrella)"                      | 1:49  |
| EXO-K                 | "Sing For You"                                        | 1:46  |
| EXO-M                 | "Sing For You (为你而唱)"                             | 1:46  |
| Ryeowook              | "어린왕자 (The Little Prince)"                        | 1:35  |
| Girls' Generation     | "어떤 오후 (One Afternoon)"                           | 1:46  |
| BoA                   | "봄비 (Spring Rain)"                                  | 1:38  |
| Jonghyun              | "하루의 끝 (End of a Day)"                            | 2:02  |
| Super Junior          | "백일몽 (Evanesce)"                                   | 1:32  |
| f(x)                  | "4 Walls"                                             | 1:10  |
| Taeyeon               | "Rain"                                                | 1:36  |
| Kyuhyun               | "광화문에서 (At Gwanghwamun)"                         | 1:53  |
| ZhouMi                | "Without You"                                         | 1:47  |
| BoA                   | "Fox"                                                 | 1:40  |
| Red Velvet            | "7월 7일 (One Of These Nights)"                       | 2:06  |
| Girls' Generation     | "Lion Heart"                                          | 1:30  |
| TVXQ!                 | "비를 타고… (Everyday It Rains)"                      | 1:50  |
| Kyuhyun               | "다시 만나는 날 (Goodbye for now)"                    | 1:48  |
| EXO-K                 | "12월의 기적 (Miracles in December)"                  | 1:31  |
| EXO-M                 | "十二月的奇迹 (Miracles in December)"                 | 1:31  |
| Yesung                | "어떤 말로도 (Confession)"                            | 1:34  |
| SHINee                | "Everybody"                                           | 1:36  |
| BoA                   | "공중정원(Garden In The Air)"                         | 1:21  |
| f(x)                  | "첫 사랑니 (Rum Pum Pum Pum)"                         | 1:23  |
| Girls' Generation     | "I Got a Boy"                                         | 2:07  |
| M&D                   | "달수정 (Moon Crystal)"                               | 2:02  |
| Jonghyun              | "Lonely (feat. Taeyeon)"                              | 2:16  |
| Girls' Generation-TTS | "Dear Santa"                                          | 1:26  |
| Super Junior-M        | "SWING"                                               | 1:41  |
| Taeyeon               | "U R"                                                 | 1:42  |
| Super Junior          | "MAMACITA (아야야)"                                   | 1:18  |
| Red Velvet            | "세가지 소원 (Wish Tree)"                             | 1:35  |
| BoA                   | "Copy&Paste"                                          | 1:33  |
| M&D                   | "울산바위 (Ulsanbawi)"                                | 1:36  |
| SHINee                | "방백 (Aside)"                                        | 1:53  |
| Henry                 | "사랑 좀 하고 싶어 (Real Love)"                       | 1:13  |
| EXO-K                 | "불공평해 (Unfair)"                                   | 1:11  |
| EXO-M                 | "偏心 (Unfair)"                                       | 1:11  |
| Kyuhyun               | "밀리언조각 (A Million Pieces)"                       | 1:58  |
| Girls' Generation     | "Mr.Mr."                                              | 1:33  |
| f(x)                  | "12시 25분 (Wish List)"                               | 1:26  |
| NCT U - The 7th Sense | "일곱 번째 감각 (The 7th Sense)"                      | 1:22  |
| SHINee                | "산소 같은 너 (Love Like Oxygen)"                     | 1:06  |
| EXO-K                 | "For Life"                                            | 1:31  |
| EXO-M                 | "一生一事 (For Life)"                                 | 1:31  |
| M&D                   | "하고 싶어 (I Wish)"                                  | 1:23  |
| Red Velvet            | "행복 (Happiness)"                                    | 1:48  |
| Seohyun               | "Hello (feat. Eric Nam)"                              | 1:20  |
| ZhouMi                | "Rewind (Vers. coréenne)"                             | 1:28  |
| TVXQ!                 | "항상 곁에 있을게 (Always With You)"                  | 1:26  |
| BoA                   | "Every Heart"                                         | 1:23  |
| Super Junior-D&E      | "너는 나만큼 (Growing Pains)"                         | 1:29  |
| EXO-K                 | "Run"                                                 | 1:31  |
| EXO-M                 | "Run (奔跑)"                                          | 1:31  |
| TVXQ!                 | ""O" -正.反.合. (Rearranged)"                         | 1:49  |
| Jonghyun              | "Crazy (Guilty Pleasure) (ft. Iron)"                  | 1:22  |
| Girls' Generation     | "Dancing Queen"                                       | 1:32  |
| Super Junior          | "A-Cha"                                               | 1:11  |
| EXO-K                 | "TRANSFORMER"                                         | 1:29  |
| EXO-M                 | "TRANSFORMER (變形女)"                                | 1:29  |
| f(x)                  | "아이 (Love)"                                         | 1:30  |
| Henry                 | "Butterfly (ft. Seulgi de SMROOKIES)"                 | 1:22  |
| SHINee                | "A-Yo"                                                | 2:01  |
| BoA                   | "My Name"                                             | 1:19  |
| Red Velvet            | "Somethin Kinda Crazy"                                | 1:28  |
| EXO-K                 | "첫눈 (The First Snow)"                               | 1:24  |
| EXO-M                 | "初雪 (The First Snow)"                               | 1:24  |
| TVXQ!                 | "Off-Road"                                            | 1:34  |
| Super Junior-M        | "表白 (Off My Mind)"                                  | 1:27  |
| SHINee                | "Your Name"                                           | 1:49  |
| f(x)                  | "Red Light"                                           | 1:26  |
| Girls' Generation     | "Gee"                                                 | 1:31  |
| Super Junior          | "MAGIC"                                               | 1:28  |
| EXO-K                 | "Lotto"                                               | 1:10  |
| EXO-M                 | "Lotto (Vers. chinoise)"                              | 1:10  |
| Seohyun               | "Don't Say No"                                        | 1:18  |
| SMTown                | "Sleigh Ride (chanté par TVXQ!)"                      | 1:54  |
| Taemin                | "Experience"                                          | 1:17  |
| Kyuhyun               | "이별을 말할 때 (Moment Of Farewell)"                 | 1:34  |
| BoA                   | "Christmas Paradise"                                  | 1:22  |
| ZhouMi                | "爱上你 (Loving You) (ft. Victoria de f(x))"          | 1:30  |
| Taeyeon               | "Fine"                                                | 1:26  |
| EXO-K                 | "Thunder"                                             | 1:21  |
| EXO-M                 | "Thunder (雷电)"                                      | 1:21  |
| Henry                 | "Fantastic"                                           | 1:38  |
| TVXQ!                 | "RUMOR"                                               | 1:14  |
| Amber                 | "I Just Wanna (ft. Eric Nam)"                         | 1:25  |
| Super Junior          | "놈,놈,놈 (You Got It)"                               | 1:23  |
| Girls' Generation-TTS | "Holler"                                              | 1:55  |
| f(x)                  | "바캉스 (Vacance)"                                    | 1:27  |
| Red Velvet            | "러시안 룰렛 (Russian Roulette)"                      | 1:24  |
| BoA                   | "Girls On Top"                                        | 1:27  |
| SHINee                | "Hello"                                               | 1:14  |
| Girls' Generation     | "PARTY"                                               | 1:30  |
| Super Junior-M        | "GO"                                                  | 1:17  |
| TVXQ!                 | "Here I Stand"                                        | 2:03  |
| EXO-K                 | "Lucky"                                               | 1:26  |
| EXO-M                 | "Lucky (Vers. chinoise)"                              | 1:26  |
| Super Junior          | "Mr. Simple"                                          | 2:01  |
| Taemin                | "Ace"                                                 | 1:58  |
| Taeyeon               | "Why"                                                 | 1:15  |
| BoA                   | "Hurricane Venus"                                     | 1:15  |
| f(x)                  | "제트별 (Jet)"                                        | 1:43  |
| EXO-K                 | "중독 (Overdose)"                                     | 1:19  |
| EXO-M                 | "上瘾 (Overdose)"                                     | 1:19  |
| Super Junior-M        | "Super Girl"                                          | 1:38  |
| Girls' Generation     | "소원을 말해봐 (Genie)"                               | 1:30  |
| SHINee                | "Why So Serious?"                                     | 1:31  |
| Red Velvet            | "Ice Cream Cake"                                      | 1:13  |
| f(x)                  | "Hot Summer"                                          | 1:32  |
| TVXQ!                 | "왜 (Keep Your Head Down)"                            | 1:37  |
| Taeyeon               | "Make Me Love You"                                    | 1:30  |
| NCT DREAM             | "Chewing Gum"                                         | 1:27  |
| NCT DREAM             | "Chewing Gum (Chinese Ver.)"                          | 1:25  |
| EXO-K                 | "뱍색소음 (White Noise)"                              | 1:29  |
| EXO-M                 | "White Noise (Chinese Ver.)"                          | 1:29  |
| Super Junior          | "Sexy, Free & Single"                                 | 1:44  |
| Kangta                | "Calling Out For You"                                 | 1:34  |
| Lay                   | "What U need? (你要什麼)"                             | 1:33  |
| SHINee                | "한마디 (Beautiful Life)"                             | 1:59  |
| Luna                  | "Keep On Doin'"                                       | 1:32  |
| Girls' Generation-TTS | Stay                                                  | 1:36  |
| SMTown                | "Diamond (chanté par Girls' Generation)"              | 1:15  |
| Henry                 | "Saturday"                                            | 1:31  |
| BoA                   | "Valenti"                                             | 1:21  |
| EXO-K                 | "MAMA"                                                | 1:55  |
| EXO-M                 | "MAMA (Vers. chinoise)"                               | 1:55  |
| Tiffany               | "I Just Wanna Dance"                                  | 1:35  |
| Super Junior-M        | "Strong (强势入侵)"                                   | 1:30  |
| SHINee                | "줄리엣 (Juliette)"                                   | 1:12  |
| Luna                  | "Free Somebody"                                       | 1:27  |
| Super Junior          | "첫눈에 반했습니다 (Love At First Sight)"             | 1:25  |
| M&D                   | "魂 (Soul)"                                           | 1:46  |
| EXO-K                 | "Artificial Love"                                     | 1:35  |
| EXO-M                 | "Artificial Love (Chinese Ver.)"                      | 1:35  |
| Girls' Generation     | "텔레파시 (Telepathy)"                                | 1:38  |
| f(x)                  | "Dracula"                                             | 1:34  |
| Super Junior-M        | "Break Down"                                          | 1:11  |
| Taemin                | "소나타 (Play Me)"                                    | 1:24  |
| EXO-K                 | "나비소녀 (Don't Go)"                                 | 1:25  |
| EXO-M                 | "蝴蝶少女(Don't Go)"                                  | 1:25  |
| f(x)                  | "NU 예삐오 (NU ABO)"                                  | 1:21  |
| Jonghyun              | "She is"                                              | 1:33  |
| BoA                   | "One Dream"                                           | 1:22  |
| Red Velvet            | "Zoo"                                                 | 1:15  |
| Girls' Generation-TTS | "내가 네게 (Whisper)"                                 | 1:44  |
| TVXQ!                 | "주문-MIROTIC"                                        | 1:14  |
| Taemin                | "Drip Drop"                                           | 2:23  |
| EXO-K                 | "Monster"                                             | 1:19  |
| EXO-M                 | "Monster"                                             | 1:19  |
| ZhouMi                | "Why (Color-blind) (Vers. coréenne)"                  | 1:25  |
| Super Junior          | "Shirt"                                               | 1:22  |
| Girls' Generation     | "Goodbye"                                             | 1:06  |
| Amber                 | "Heights"                                             | 1:36  |
| SHINee                | "하루 (X-Mas)"                                        | 2:14  |
| EXO-K                 | "늑대와 미녀 (Wolf)"                                  | 1:37  |
| EXO-M                 | "狼与美女 (Wolf)"                                     | 1:37  |
| Super Junior          | "환절기 (Mid-season)"                                 | 1:49  |
| Red Velvet            | "Be Natural (ft. SR14B TAEYONG)"                      | 2:01  |
| TVXQ!                 | "너의 남자 (Your Man)"                                | 1:25  |
| Taeyeon               | "11:11"                                               | 1:35  |
| Jonghyun              | "데자-부 (Déjà-Boo) (ft. Zion.T)"                     | 1:24  |
| f(x)                  | "Snapshot"                                            | 1:40  |
| BoA                   | "Who Are You" (ft. Gaeko de Dynamic Duo)"             | 1:45  |
| Super Junior          | "엉뚱한 상상 (White Christmas)"                       | 1:36  |
| EXO-K                 | "TENDER LOVE"                                         | 1:50  |
| EXO-M                 | "TENDER LOVE (Vers. chinoise)"                        | 1:50  |
| Taemin                | "거절할게 (Wicked)"                                   | 1:42  |
| Henry                 | "Bad Girl (ft. Chanyeol de EXO)"                      | 1:29  |
| Girls' Generation     | "첫눈에… (Snowy Wish)"                                | 1:21  |
| Red Velvet            | "Bad Dracula"                                         | 1:17  |
| TVXQ!                 | "Rise As One"                                         | 2:05  |
| EXO-CBX               | "The One"                                             | 1:24  |
| Jonghyun              | "White T-Shirt"                                       | 1:21  |
| Zhoumi                | "What's Your Number"                                  | 1:47  |
| Taeyeon               | "스트레스 (Stress)"                                   | 1:22  |
| SuperJunior           | "Too Many Beautiful Girls"                            | 1:19  |
| SHINee                | "히치하이킹 (Hitchhiking)"                            | 1:30  |
| SMTown                | "하루 (A Day Without You)"                            | 1:41  |
| EXO-K                 | "CALL ME BABY"                                        | 1:41  |
| EXO-M                 | "CALL ME BABY (叫我)"                                 | 1:41  |
| Red Velvet            | "Lucky Girl"                                          | 1:36  |
| BoA                   | "The Shadow"                                          | 1:18  |
| f(x)                  | "피노키오 (Danger)"                                   | 1:08  |
| Super Junior-D&E      | "떴다 오빠 (Oppa, Oppa)"                              | 1:09  |
| Taemin                | "Press Your Number"                                   | 1:41  |
| SHINee                | "1 of 1"                                              | 1:09  |
| Super Junior          | "Let's Dance"                                         | 1:30  |
| Girls' Generation-TTS | "체크메이트 (Checkmate)"                              | 1:13  |
| SMTown                | "Hot Times (시험하지 말기)"                           | 1:55  |
| Girls' Generation     | "Catch Me If You Can"                                 | 1:31  |
| Super Junior-M        | "爱情接力 (You and Me)"                               | 1:27  |
| TVXQ!                 | "Double Trouble"                                      | 1:28  |
| SHINee                | "View"                                                | 1:21  |
| SMTown                | "좋았던 건, 아팠던 건 (When I Was... When U Were...)" | 1:34  |
| Ryeowook              | "그대 (Hello)"                                        | 1:30  |
| NCT 217               | "Summer 127"                                          | 1:19  |
| f(x)                  | "Deja Vu"                                             | 1:34  |
| EXO-K                 | "My Turn To Cry"                                      | 1:18  |
| EXO-M                 | "My Turn To Cry (愛離開)"                             | 1:18  |
| Super Junior          | "Devil"                                               | 1:29  |
| Super Junior-D&E      | "촉이와 (Can You Feel It?)"                           | 1:41  |
| SMTown                | "Don't Lie" (ft. Henry)"                              | 2:00  |
| Red Velvet            | "Huff n Puff"                                         | 1:28  |
| BoA                   | "CAMO"                                                | 1:28  |
| EXO-CBX               | "Cherish"                                             | 1:11  |
| SHINee                | "Romance"                                             | 1:21  |
| Girls' Generation     | "Baby Baby"                                           | 1:16  |
| TVXQ!                 | "샴페인 (Champagne)"                                  | 1:32  |
| f(x)                  | "아이스크림 (Ice Cream)"                              | 1:21  |
| Super Junior-D&E      | "Lights, Camera, Action!"                             | 1:21  |
| EXO-K                 | "EXODUS"                                              | 1:29  |
| EXO-M                 | "EXODUS (逃脱)"                                       | 1:29  |
| TAEMIN                | "Pretty Boy (ft. Kai de EXO)"                         | 1:41  |
| NCT 127               | "소방차 (Fire Truck)"                                 | 1:15  |
| Girls' Generation-TTS | "안녕 (Good-bye, Hello)"                              | 1:29  |
| Super Junior-M        | "愛你愛你 (Love Song)"                                | 1:18  |
| LAY                   | "LOSE CONTROL"                                        | 1:18  |
| BoA                   | "Moto"                                                | 1:13  |
| SHINee                | "Married To The Music"                                | 1:36  |
| Seohyun               | "Magic"                                               | 1:39  |
| EXO-K                 | "LOVE ME RIGHT"                                       | 1:21  |
| EXO-M                 | "LOVE ME RIGHT (漫遊宇宙)"                            | 1:21  |
| NCT 217               | "無限的我 (무한적아; Limitless)"                      | 1:21  |
| Super Junior          | "너라고 (It's You)"                                   | 1:30  |
| SHINee                | "Colorful"                                            | 1:52  |
| Girls' Generation     | "The Boys"                                            | 1:40  |
| TVXQ!                 | "MAXIMUM"                                             | 1:35  |
| Amber                 | "SHAKE THAT BRASS"                                    | 1:28  |
| EXO-K                 | "3.6.5"                                               | 1:26  |
| EXO-M                 | "3.6.5 (Vers. chinoise)"                              | 1:26  |
| f(x)                  | "LA chA TA"                                           | 1:20  |
| Girls' Generation-TTS | "Twinkle"                                             | 1:34  |
| SHINee                | "누난 너무 예뻐 (Replay)"                             | 1:29  |
| Super Junior-M        | "U"                                                   | 1:21  |
| NCT 127               | "Mad City"                                            | 1:24  |
| TVXQ!                 | "Humanoids"                                           | 1:40  |
| Girls' Generation     | "다시 만난 세계 (Into the New World)"                 | 2:09  |
| Henry                 | "Trap (ft. Kyuhyun & Taemin)"                         | 1:27  |
| f(x)                  | "Beautiful Stranger"                                  | 1:50  |
| BoA                   | "ID; Peace B"                                         | 1:36  |
| Super Junior          | "Twins (Knock Out)"                                   | 1:34  |
| Taeyeon               | "Cover Up"                                            | 1:18  |
| EXO-K                 | "My Lady"                                             | 1:57  |
| EXO-M                 | "My Lady (Vers. chinoise)"                            | 1:57  |
| NCT DREAM             | "마지막 첫사랑 (My First and Last)"                   | 1:22  |
| Girls' Generation     | "You Think"                                           | 1:12  |
| TVXQ!                 | "꿈 (Dream)"                                          | 2:15  |
| f(x)                  | "빙그르 (Sweet Witches)"                              | 1:30  |
| SHINee                | "Destination"                                         | 1:29  |
| Girls' Generation     | "훗 (Hoot)"                                           | 1:30  |
| Super Junior-M        | "太完美 (Perfection)"                                 | 1:50  |
| BoA                   | "아틀란티스 소녀 (Atlantis Princess)"                 | 1:25  |
| EXO-K                 | "History"                                             | 1:14  |
| EXO-M                 | "History (Vers. chinoise)"                            | 1:14  |
| Super Junior          | "오페라 (Opera)"                                      | 1:16  |
| f(x)                  | "Electric Shock"                                      | 1:19  |
| SHINee                | "Sherlock • 셜록 (Clue+Note)"                         | 1:58  |
| Girls’ Generation     | "유로파 (Europa)"                                     | 1:14  |
| Super Junior-M        | "动情 (Only U)"                                       | 1:06  |
| EXO-K                 | "LIGHTSABER"                                          | 2:02  |
| EXO-M                 | "LIGHTSABER (光劍)"                                   | 2:02  |
| f(x)                  | "시그널 (Signal)"                                     | 1:29  |
| Girls' Generation     | "Holiday"r Ge                                         | 1:28  |
| SHINee                | "Tell Me What To Do"                                  | 1:34  |
| TVXQ!                 | "Something"                                           | 1:37  |
| BoA                   | "Game"                                                | 1:18  |
| Henry                 | "Holiday"                                             | 1:21  |
| f(x)                  | "Diamond"                                             | 1:50  |
| Girls' Generation-TTS | "아드레날린 (Adrenaline)"                             | 1:14  |
| SMTown                | "1,2,3 (chanté par f(x))"                             | 2:11  |
| Girls' Generation     | "Kissing You"                                         | 1:25  |
| Red Velvet            | "빨간 맛 (Red Flavor)"                                | 1:19  |
| SHINee                | "사.계.후 (Love Still Goes On)"                       | 1:19  |
| Super Junior          | "미인아 (BONAMANA)"                                   | 1:46  |
| EXO-K                 | "The Star"                                            | 1:26  |
| EXO-M                 | "The Star (星)"                                       | 1:26  |
| TVXQ!                 | "Gorgeous"                                            | 1:23  |
| Girls' Generation     | "Green Light"                                         | 1:14  |
| f(x)                  | "Chu~♡"                                               | 1:13  |
| SHINee                | "아.미.고 (AMIGO)"                                    | 1:41  |
| Super Junior-M        | "飛翔 (Fly High)"                                     | 1:09  |
| Girls' Generation     | "비타민 (Vitamin)"                                    | 1:25  |
| Super Junior          | "THIS IS LOVE (Stage Ver.)"                           | 2:12  |
| Henry                 | "1-4-3 (I Love You)"                                  | 1:28  |
| TVXQ!                 | "Rising Sun (순수) (Rearranged)"                      | 2:05  |
| EXO-K                 | "Machine"                                             | 1:20  |
| EXO-M                 | "Machine (Vers. chinoise)"                            | 1:20  |
| BoA                   | "No. 1"                                               | 1:10  |
| f(x)                  | "Airplane"                                            | 1:47  |
| Girls' Generation     | "Oh!"                                                 | 1:25  |
| Super Junior          | "너 같은 사람 또 없어 (No Other)"                     | 1:52  |
| EXO-K                 | "Falling For You"                                     | 1:24  |
| EXO-M                 | "億萬分之一的奇蹟 (Falling For You)"                  | 1:24  |
| Red Velvet            | "Rookie"                                              | 1:20  |
| SHINee                | "Dream Girl"                                          | 1:11  |
| TVXQ!                 | "Catch Me"                                            | 1:58  |
| EXO-CBX               | "Hey Mama!"                                           | 1:24  |
| Red Velvet            | "Red Dress"                                           | 1:20  |
| Kyuhyun               | "깊은 밤을 날아서 (Flying, Deep in the Night)"        | 1:28  |
| EXO-K                 | "으르렁 (Growl)"                                      | 1:23  |
| EXO-M                 | "咆哮 (Growl)"                                        | 1:23  |
| Super Junior          | "SORRY, SORRY"                                        | 1:38  |
| f(x)                  | "Papi"                                                | 1:50  |
| Girls' Generation     | "Run Devil Run"                                       | 1:34  |
| Red Velvet            | "Dumb Dumb"                                           | 1:29  |
| EXO-K                 | "Ko Ko Bop"                                           | 1:19  |
| EXO-M                 | "Ko Ko Bop (Chinese Ver.)"                            | 1:19  |
| SHINee                | "Woof Woof"                                           | 1:34  |
| NCT 127               | "Cherry Bomb"                                         | 1:49  |
| BoA                   | "Dangerous"                                           | 1:54  |
| SHINee                | "Lucifer"                                             | 1:38  |
| f(x)                  | "Step"                                                | 1:30  |
| SHINee                | "Ring Ding Dong"                                      | 1:59  |
| f(x)                  | "Kick"                                                | 1:58  |
| Super Junior          | "Tok Tok Tok (똑똑똑)" Niveau caché                   |       |
| Hitchhiker            | "11 (ELEVEN)" Niveau caché                            | 1:38  |
| Hitchhiker X TAEYONG  | "AROUND" Niveau caché                                 | 2:20  |
| SCHOOL OZ             | "빛 (Hope)" Niveau caché                              | 1:42  |
| f(x)                  | "Step" Niveau caché                                   |       |
| f(x)                  | "Toy (Full version)" Niveau caché                     |       |

## Liste des thèmes des Stars cards
| Artiste               | Thème          | Edition limitée |      |              |
| --------------------- | -------------- | --------------- | ---- | ------------ |
| Kangta                | Home           | Non             |      |              |
| BoA                   | One Dream      | Non             |      |              |
| BoA                   | Venus          | Non             |      |              |
| BoA                   | Only One       | Non             |      |              |
| BoA                   | Kiss My Lips   | Non             |      |              |
| TVXQ                  | Humanoids      | Non             |      |              |
| TVXQ                  | TENSE          | Non             |      |              |
| TVXQ                  | Spellbound     | Non             |      |              |
| TVXQ                  | Dominus        | Non             |      |              |
| Super Junior          | Mr. Simple     | Non             |      |              |
| Super Junior          | xy, Freee      | Non             |      |              |
| Super Junior          | SPY            | Non             |      |              |
| Super Junior          | MAMACITA       | Non             |      |              |
| Kyuhyun               | Memories       | Non             |      |              |
| Kyuhyun               | Sunshine       | Non             |      |              |
| Kyuhyun               | Blah Blah      | Non             |      |              |
| Super Junior-D&E      | Beat           | Non             |      |              |
| Super Junior-D&E      | owingr         | Non             |      |              |
| M&D                   | I Wish         | Non             |      |              |
| M&D                   | Silhouette     | Non             |      |              |
| Ryeowook              | Prince         | Non             |      |              |
| Yesung                | Here I Am      | Non             |      |              |
| Yesung                | Spring Falling | Non             |      |              |
| Super Junior-M        | Perfection     | Non             |      |              |
| Super Junior-M        | Break Down     | Non             |      |              |
| Super Junior-M        | SWING          | Non             |      |              |
| Henry                 | Trap           | Non             |      |              |
| Henry                 | Butterfly      | Non             |      |              |
| Henry                 | Fantastic      | Non             |      |              |
| Zhou Mi               | Why            | Non             |      |              |
| Zhou Mi               | Rewind         | Non             |      |              |
| Zhou Mi               | Number         | Non             |      |              |
| Girls' Generation     | The Boys       | Non             |      |              |
| Girls' Generation     | I Got A Boy    | Non             |      |              |
| Girls' Generation     | Mr.Mr          | Non             |      |              |
| Girls' Generation     | PARTY          | Non             |      |              |
| Girls' Generation-TTS | Twinkle        | Non             |      |              |
| Girls' Generation-TTS | Whisper        | Non             |      |              |
| Girls' Generation-TTS | Holler         | Non             |      |              |
| Taeyeon               | Gemini         | Non             |      |              |
| Taeyeon               | My Voice       | Non             |      |              |
| Taeyeon               | Curtain Call   | Non             |      |              |
| Tiffanyn              | Wanna Dance    | Non             |      |              |
| Seohyun               | Don't Say No   | Non             |      |              |
| SHINee                | Dream Girl     | Non             |      |              |
| SHINee                | Serious        | Non             |      |              |
| SHINee                | Everybody      | Non             |      |              |
| SHINee                | View           | Non             |      |              |
| SHINee                | 1 of 1         | Non             |      |              |
| SHINee                | Married        | Non             |      |              |
| SHINee                | 1 and 1        | Non             |      |              |
| Tae-min               | Ace            | Non             |      |              |
| Tae-min               | Danger         | Non             |      |              |
| Tae-min               | Press it       | Non             |      |              |
| Jonghyun              | Crazy          | Non             |      |              |
| Jonghyun              | Déjà-Boo       | Non             |      |              |
| Jonghyun              | She is         | Non             |      |              |
| f(x)                  | Electric Shock | Non             |      |              |
| f(x)                  | Pink Tape      | Non             |      |              |
| f(x)                  | Red Light      | Non             |      |              |
| f(x)                  | 4 Walls        | Non             |      |              |
| Amber                 | SHAKE          | Non             |      |              |
| Luna                  | Somebody       | Non             |      |              |
| EXO-K                 | Growl          | Non             |      |              |
| EXO-K                 | December       | Non             |      |              |
| EXO-K                 | Overdose       | Non             |      |              |
| EXO-K                 | EXODUS         | Non             |      |              |
| EXO-K                 | Lucky One      | Non             |      |              |
| EXO-K                 | Merry          | Oui             |      |              |
| EXO-K                 | X-MAS          | Oui             |      |              |
| EXO-K                 | EXO'rDIUM      | Oui             |      |              |
| EXO-M                 | Growl          | Non             |      |              |
| EXO-M                 | December       | Non             |      |              |
| EXO-M                 | Overdose       | Non             |      |              |
| EXO-M                 | EXODUS         | Non             |      |              |
| EXO-M                 | Lucky One      | Non             |      |              |
| EXO-M                 | Merry          | Non             |      |              |
| EXO-M                 | X-MAS          | Non             |      |              |
| EXO-M                 | EXO'rDIUM      | Non             |      |              |
| Lay                   | CONTROL        | Non             |      |              |
| EXO-CBX               | Hey Mama       | Non             |      |              |
| Red Velvet            | Red            | Non             |      |              |
| Red Velvet            | Velvet         | Non             |      |              |
| Red Velvet            | Happiness      | Non             |      |              |
| Red Velvet            | Ice Cream      | Non             |      |              |
| Red Velvet            | Roulette       | Non             |      |              |
| Red Velvet            | Dumb dumb      | Non             |      |              |
| Red Velvet            | Rookie         | Non             |      |              |
| Red Velvet            | Red Summer     | Non             |      |              |
| NCT-U                 | WITHOUT YOU    | Non             |      |              |
| NCT-U                 | NCT-127        | Non             | Fire | The 7th sens |
| NCT-127 LIMITLESS     | LIMITLESS      | Non             |      |              |
| NCT-127 LIMITLESS     | Cherry Bomb    | Non             |      |              |
| NCT-127 LIMITLESS     | Cherry         | Non             | Oui  |              |
| NCT-127 LIMITLESS     | Bomb           |                 | Oui  |              |
| SMTOWN                | NOW            | Non             |      |              |